# Klorogensyre
Klorogensyre eller chlorogensyre er en familie naturligt forekommende organiske stoffer. Findes f.eks. i kaffe og i bambus og er kendt som antioxidant. Stoffet hæmmer frigivelsen af glucose til blodet efter et måltid.